# Saetia
Saetia (Pronunciación: SAY-shuh) es un quinteto de screamo y midwest emo formado en Nueva York como trío, pioneros, ellos fueron una de las primeras agrupaciones del género en los años 90. Saetia existió como banda de febrero de 1997 a octubre de 1999, año en el que se separaron, y no sería hasta 2022 que decidirían volver a los escenarios.
A diferencia de Orchid, Usurp Synapse o Jeromes Dream, Saetia fue más allá de la extrema disonancia de aquellas bandas, realizando una clara distinción entre las secciones caóticas y las partes melódicas de las canciones, aunque conservando los constantes cambios de ritmo característicos del género. Mucho del sonido melódico de Saetia se debe a la influencia de bandas post-hardcore como Cap'n Jazz y The Nation of Ulysses así como de bandas de post-rock de la época como Tortoise.
El nombre de la banda se origina de una alteración a la canción Saeta de Miles Davis, que aparece en el álbum Sketches of Spain, que, alternadamente, fue parte  de una tradición religiosa de la música flamenco, acto similar a la banda screamo Joshua Fit For Battle, cuyo nombre era una corrupción de la canción Joshua Fit The Battle Of Jericho, una canción espiritual americana tradicional. 
El baterista de Saetia, Greg Drudy, era el baterista original de la banda indie rock Interpol antes de su renombre actual. Él trabaja actualmente en Level Plane. Otros miembros anteriores de la banda continuaron sus carreras musicales en otras bandas, screamo tales como Off Minor, Hot Cross, y The Fiction. Saetia tuvo numerosos miembros a través de su existencia, experimentando cambios numerosos en calidad de sonido. 
Una reacción alérgica severa afectó a Alex Madara, el primer bajista de la banda, que lo colocó en un coma por ocho días, finalmente dando por resultado su muerte el 14 de diciembre de 1998.
El último sencillo de Saetia, "Eronel", fue lanzado bajo el sello "Witching Hour" en el año 2000. El sencillo contiene tres canciones grabadas por Steve Roche y mezcladas por Pat Kenneally.
En abril de 2022, la banda anunció vía Instagram su vuelta a ensayar, tras 24 años.

## Miembros
| Miembros actuales - Billy Werner – voces (1997–1999; 2022–presente) - Adam Marino – guitarras (1997–1998; 2022–presente) - Colin Bartoldus – bajo (1998; 2022–presente); guitarras (1998–1999) - Steve Roche – batería (2022–presente); guitarras (1999); bajo (1998–1999) - Tom Schlatter – guitarras (2022–presente) | Miembros anteriores - Jamie Behar – guitarras (1997–1999; 2022) - Alex Madara – bajo (1997–1998) - Matt Smith – bajo (1999) - Greg Drudy – batería (1997–1999) - Chris Enriquez – batería (2022) |

## Discografía
Álbumes de estudio
- Saetia CD/LP (1998, The Mountain Collective of Independent Artists)

Álbumes compilatorios
- A Retrospective CD (2001, Level Plane)
- Collected 2xLP (2016, Secret Voice)

EPs
- Demo tape (1997)
- Saetia 7" (1997, Level Plane)
- Eronel 7" (1999, Witching Hour)
- Live At ABC No Rio Spring 1999 tape (2016, Secret Voice)